# Amanz Gressly

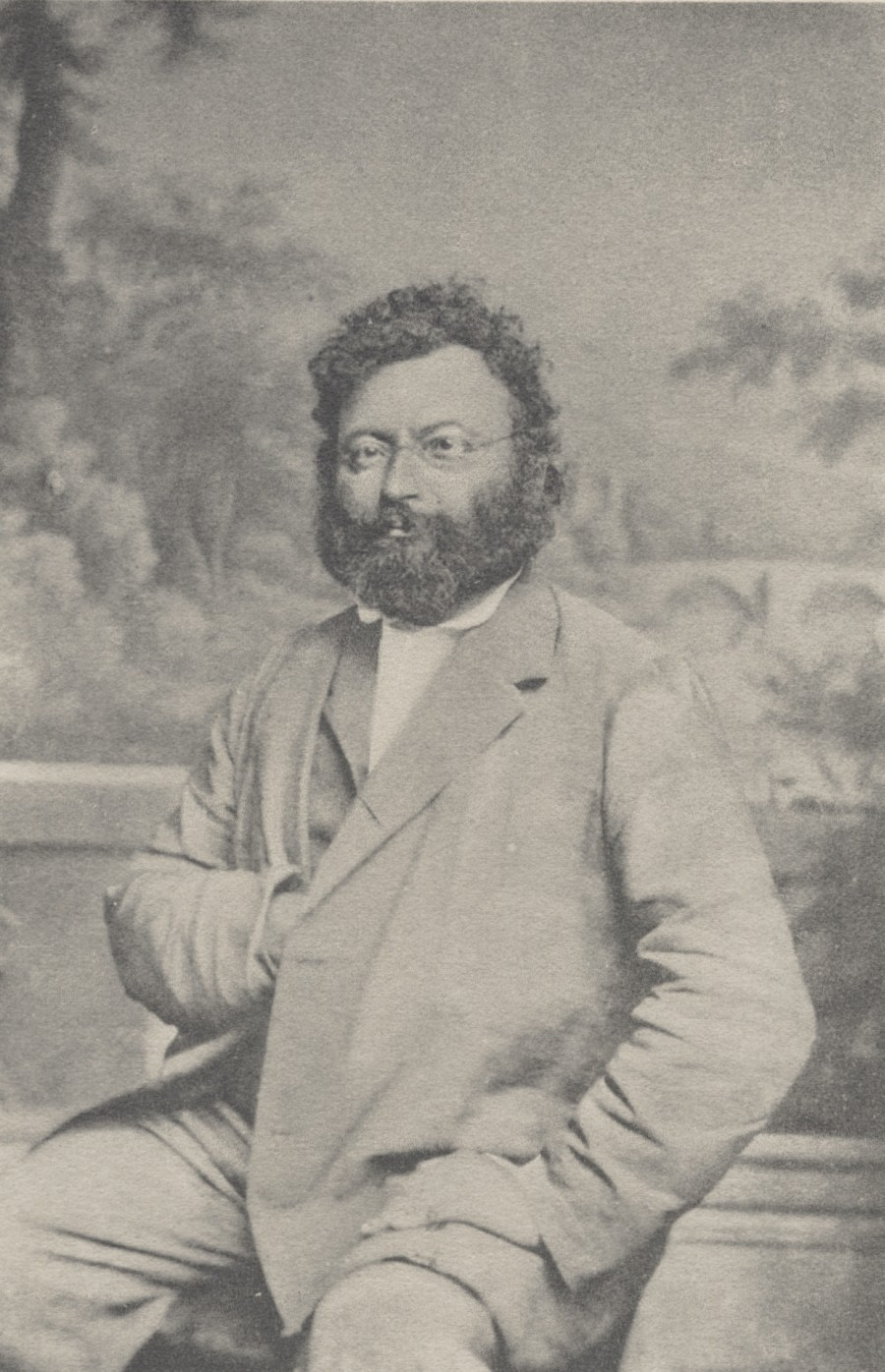
Amanz Gressly in den 1860er Jahren

Amanz Gressly (* 17. Juli 1814 in Bärschwil; † 13. April 1865 in Bern) war ein Schweizer Geologe und Paläontologe. Auf Gressly geht die Verwendung des Begriffs Fazies in der Geologie zurück, er gilt als einer der Begründer der modernen Stratigraphie und Paläoökologie.

## Leben
Amanz Gressly wurde in Bärschwil als Sohn des Xaver Franz Gressly und der Margrit, geb. von Glutz-Ruchti, als erstes von acht Geschwistern geboren. Die Gresslys galten als wohlhabende Familie; die elterliche Glashütte in Bärschwil geriet jedoch in den 1850er Jahren in Konkurs. Amanz Gressly war seither stets bemüht, seinen verarmten Vater zu unterstützen, obschon er sich selbst oft in finanziellen Schwierigkeiten befand. Der aus Rheinfelden stammende Pfarrer und Geologe Johann Baptist Schmidlin (1806–1862) war der Hauslehrer und Hauskaplan in der Familie.
Zwar begann Gressly 1834 ein Medizinstudium in Strassburg, brach dieses jedoch bald ab und widmete sich fortan ganz seiner Leidenschaft, der Geologie. Bereits in dieser Zeit begann Gressly mit dem Sammeln von Versteinerungen, einer Tätigkeit, der er zeitlebens intensiv nachging. Schon in seiner Kindheit hatte er mit Kameraden eine Fossilienfundstelle in der Nähe von Bärschwil besucht. Hans R. Stampfli zitiert in seiner Gressly-Biographie (1986) den Zoologen Johann Jakob von Tschudi: „Ausser Steinen ist ihm nichts auf der Welt vorhanden, und ich glaube, durch Zerschlagen einer fossilen Muschel vor seinen Augen könnte man ihn zu hysterischen Konvulsionen bringen.“

Ab 1836 hielt sich Gressly während mehrerer Jahre hauptsächlich in Neuenburg auf, wo er zusammen mit Carl Vogt und Eduard Desor als Mitarbeiter von Louis Agassiz wirkte. Agassiz war auf Gresslys reiche und wohlgeordnete Petrefaktensammlung in Bärschwil aufmerksam geworden und hatte ihn nach Neuenburg eingeladen. In der Vorrede zu seiner Monographie über die Klaffmuscheln erklärt Agassiz, Gressly den grössten Teil des Materials für die Arbeit zu verdanken. Eine neuentdeckte Gattung fossiler Klaffmuscheln wurde von Agassiz zu Ehren seines Assistenten Gresslya benannt.

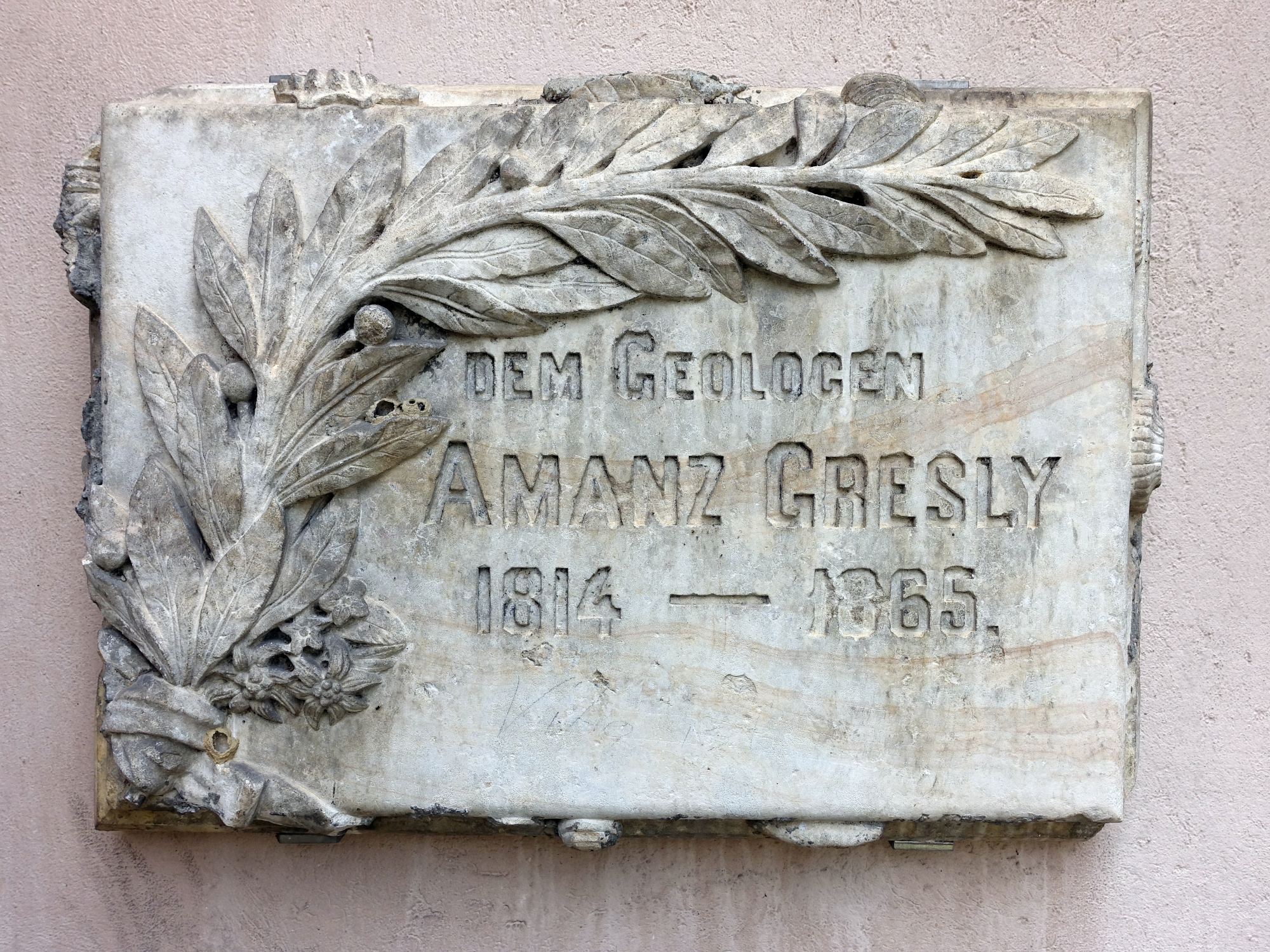
Gedenktafel für Amanz Gressly. Helye-Platz in Laufen

Gressly jedoch fühlte sich in Neuenburg nie heimisch; in einem Brief vom Januar 1845 an Prof. Schlatter in Solothurn schreibt er: „Neuenburg scheint mir todter und abgeschmakter als je und ohne Agassiz würde ich hier schwerlich übernachten.“ Im März desselben Jahres verliess Gressly die Stadt; ein mehrjähriger Aufenthalt ergab sich erst wieder ab Mitte 1855 bis 1863. Gressly fühlte sich auch vom ursprünglich als Vorbild verehrten Agassiz enttäuscht, der bei seiner Auswanderung in die Vereinigten Staaten einige der schönsten Stücke aus Gresslys Sammlung mitnahm, wobei unklar bleibt, wieweit dies abgesprochen war. Auch liess Agassiz angeblich ein Angebot, Gressly nach Amerika mitzunehmen, wieder fallen.

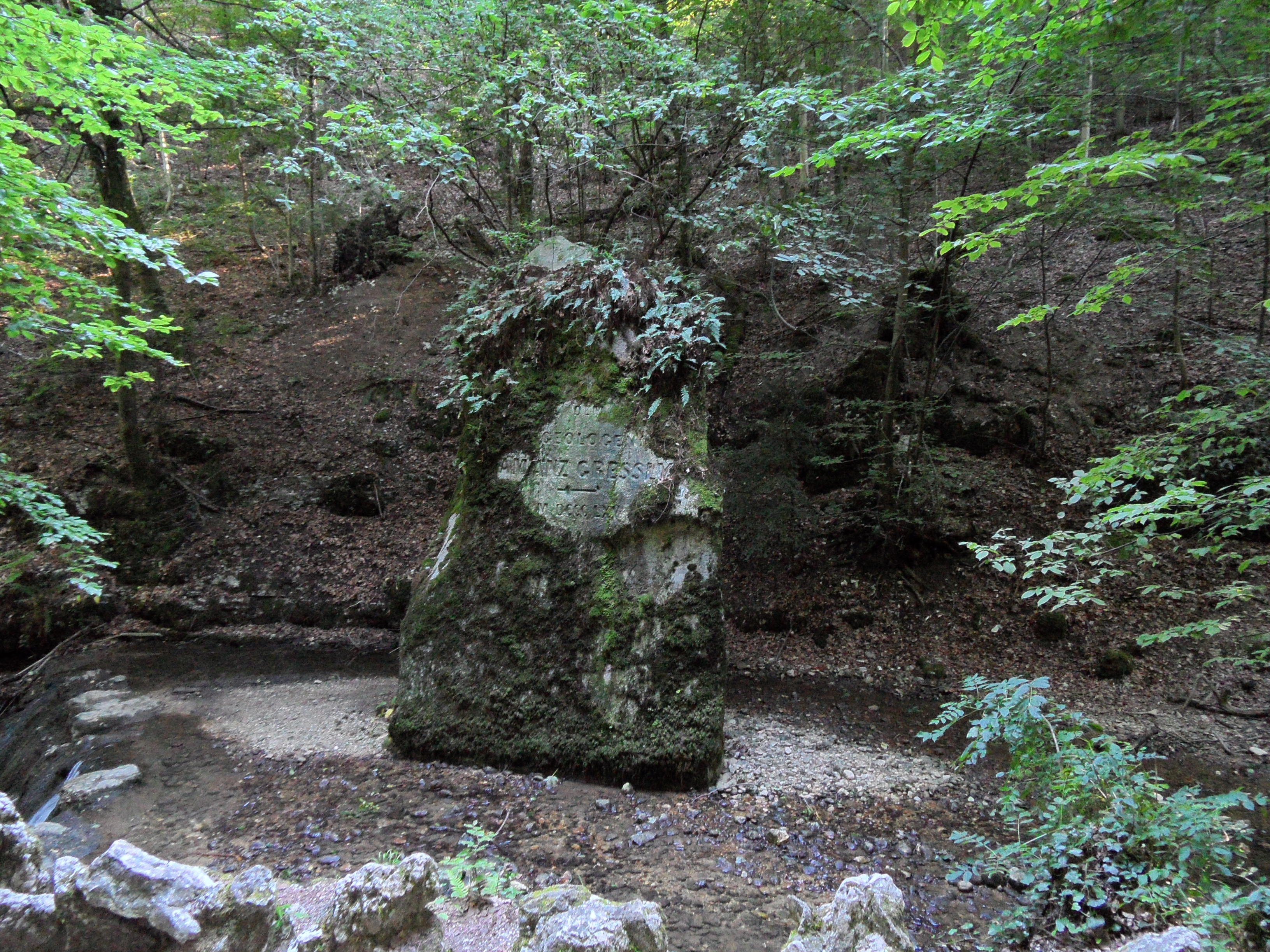
Gedenkstein in der Verenaschlucht

Schon in seiner Neuenburger Zeit hielt sich Gressly des Öfteren in der Stadt Solothurn auf. Nachdem er von einem nervlichen Zusammenbruch kurz nach Vollendung seiner Observations géologiques sur le Jura Soleurois (1841) genesen war, ergab sich ein längerer Aufenthalt in Solothurn durch einen Auftrag der Erziehungsbehörde des Kantons Solothurn, im Gebäude der Kantonsschule eine Ausstellung seiner Sammlungen einzurichten. In den zehn auf die erste Neuenburger Zeit folgenden Jahren blieb Gressly nie lange an einem Ort sesshaft, sondern zog forschend im ganzen Gebiet des Juragebirges umher.
Ab Anfang der 1850er Jahre wurde Gressly beim Bau mehrerer Eisenbahnlinien im Jura, unter anderem der Hauensteinlinie und der Linie Basel–Laufen–Delémont–Sonceboz–Biel, von der Schweizerischen Centralbahn als geologischer Begutachter hinzugezogen. Das in diesem Zusammenhang erstellte geologische Profil für den ersten Hauensteintunnel erlangte eine grosse Bekanntheit. Gressly lebte für einige Monate in Olten, suchte in dieser Zeit jedoch auch häufig die Niederlassung der englischen Tunnelbaufirma Thomas Brassey in Buckten auf. Bei dieser Gelegenheit erlernte er die englische Sprache. Arbeiten für weitere Eisenbahnprojekte folgten, so das Profil für den Tunnel unter der Vue des Alpes zwischen dem Val de Ruz und La Chaux-de-Fonds (Loges-Tunnel), wo sich Gresslys geologische Prognosen beim Tunnelbau als fast vollständig zutreffend erwiesen. Alfred Hartmann (1814–1897) schrieb 1868 in seinem Porträt Gresslys, dass die geologische Gesellschaft in London diese Übereinstimmung der Theorie mit der Praxis als einen glänzenden Triumph der Wissenschaft begrüsste.

Gressly unternahm weitere Reisen: 1859 nach Südfrankreich, an den Golfe du Lion, um zusammen mit Desor die dortigen Meerestiere zu studieren, und 1861 unter der Leitung von Georg Berna zum Nordkap, der Insel Jan Mayen und nach Island, zusammen mit Carl Vogt und dem Maler Heinrich Hasselhorst.

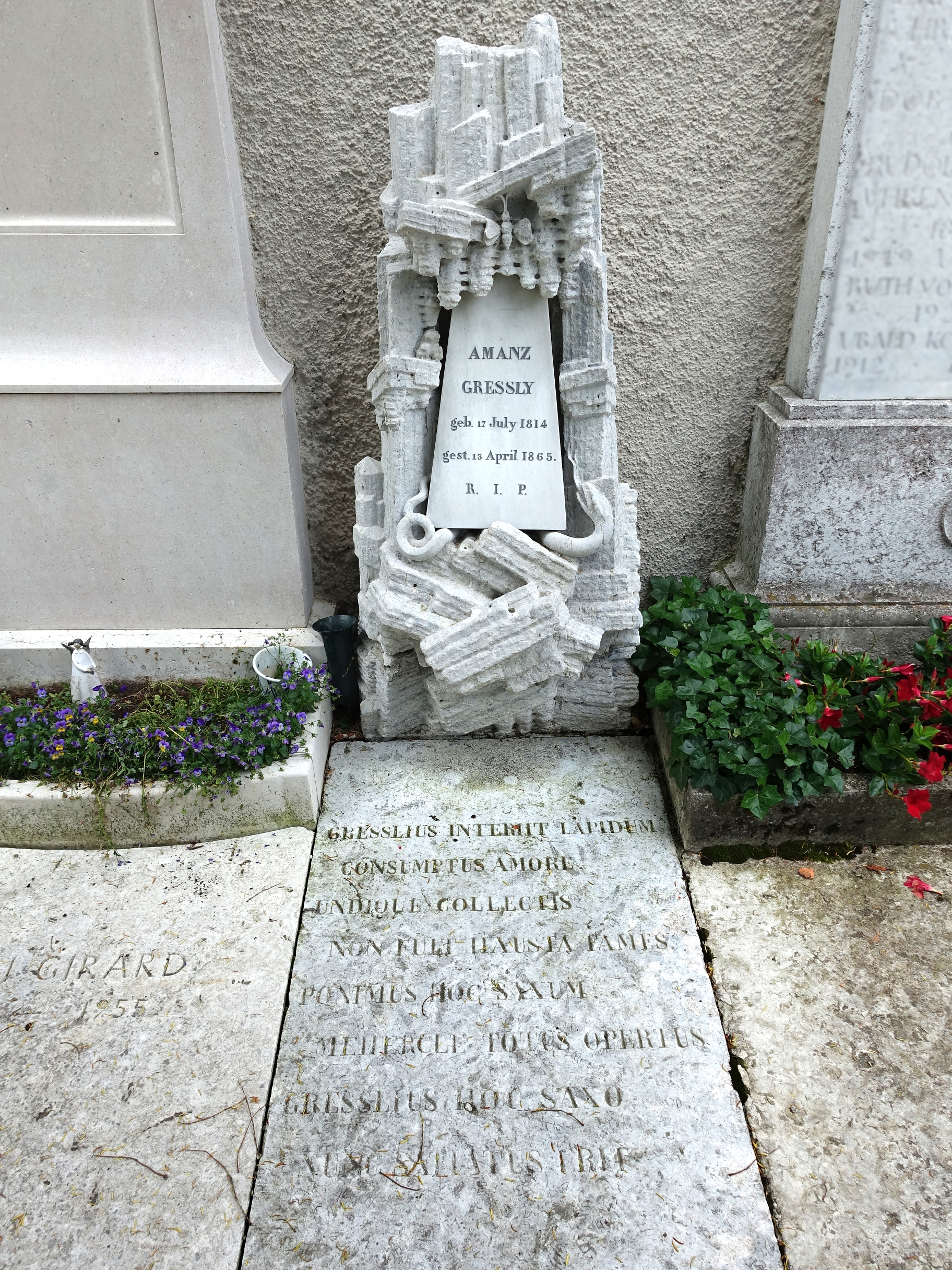
Grab. Feldbrunnen-St. Niklaus

Gressly litt seit seiner Jugend an psychischen Beschwerden, die sich in den 1860er Jahren verstärkten. Seit Mitte 1864 befand er sich in der psychiatrischen Klinik Waldau in Bern in Behandlung. Er schien sich auf dem Wege der Besserung zu befinden, als er am 13. April 1865 überraschend an den Folgen eines Schlaganfalls verstarb.
Amanz Gressly ist auf dem Friedhof St. Niklaus bei Solothurn bestattet. Die lateinische Grabinschrift lautet:
Gresslius interiit lapidum consumptus amore,

Undique collectis non fuit hausta fames.

Ponimus hoc saxum. Mehercle! totus opertus

Gresslius hoc saxo, nunc satiatus erit.
Die selbstironische Inschrift – ursprünglich Gressly selbst zugeschrieben, jedoch, wie von Stampfli (1993) mit Bezug auf M. Schwarzbach (1981) festgehalten, von Gressly nach der 1796 publizierten Grabinschrift eines Mineralogen latinisiert – wird von Alfred Hartmann folgendermassen übersetzt:
Hier liegt Gressly, der starb an seltsamer Lieb' zu den Steinen;

Die er gesammelt zu Haus, stillten den Hunger ihm nicht.

Setzen wir diesen Stein. Vom Stein, straf' Gott mich, bedeckt ganz,

Ruhend zwischen Gestein, hat er nun Steine genug.

## Wissenschaftliche Bedeutung
Auf Gressly geht die Verwendung des Begriffs Fazies in der Geologie zurück, der erstmals in seinem von 1838 bis 1841 in drei Teilen erschienenen Hauptwerk Observations géologiques sur le Jura Soleurois eingeführt wurde. Gressly gilt als einer der Begründer der modernen Stratigraphie und Paläoökologie; so hatte er bereits das Prinzip entwickelt, das später als die Faziesregel nach Johannes Walther bekannt wurde. „Gressly entwickelte eine in sich konsistente, logische und umfassende Definition eines neuen stratigraphischen Paradigmas, welches die Basis für weitere Entwicklungen und Verfeinerungen darstellte.“

## Namensgeber
- Nach Funden, die Amanz Gressly bei Niederschönthal in der dortigen lange bekannten Fossilienfundstätte (heute Industriegebiet) der Keuper-Formation machte und die er an Ludwig Rütimeyer zur Klassifizierung übergab, wurden diese erstmals 1857 beschriebenen Dinosaurierfunde als  Gresslyosaurus ingens ihm zu Ehren benannt. Die Spezies ist möglicherweise mit Plateosaurus identisch.

- Eine neuentdeckte Gattung fossiler Klaffmuscheln wurde von Louis Agassiz zu Ehren seines Assistenten Gresslya benannt.

## Persönlichkeit
Den Zeitgenossen galt Amanz Gressly als Sonderling. Seine Kleidung war meist eher schlampig und er liess sich einen oft wild wuchernden Bart stehen. Im mitmenschlichen Umgang war Gressly von zurückhaltendem bis scheuem, aber auch sehr herzlichem Wesen. Stampfli schreibt: Als Aussteiger würde man ihn heute vielleicht bezeichnen, ausserhalb aller Konventionen, aber mit ausserordentlich hoher Intelligenz ausgestattet und zitiert einen Nachruf aus dem Londoner Geological Magazine (1865):

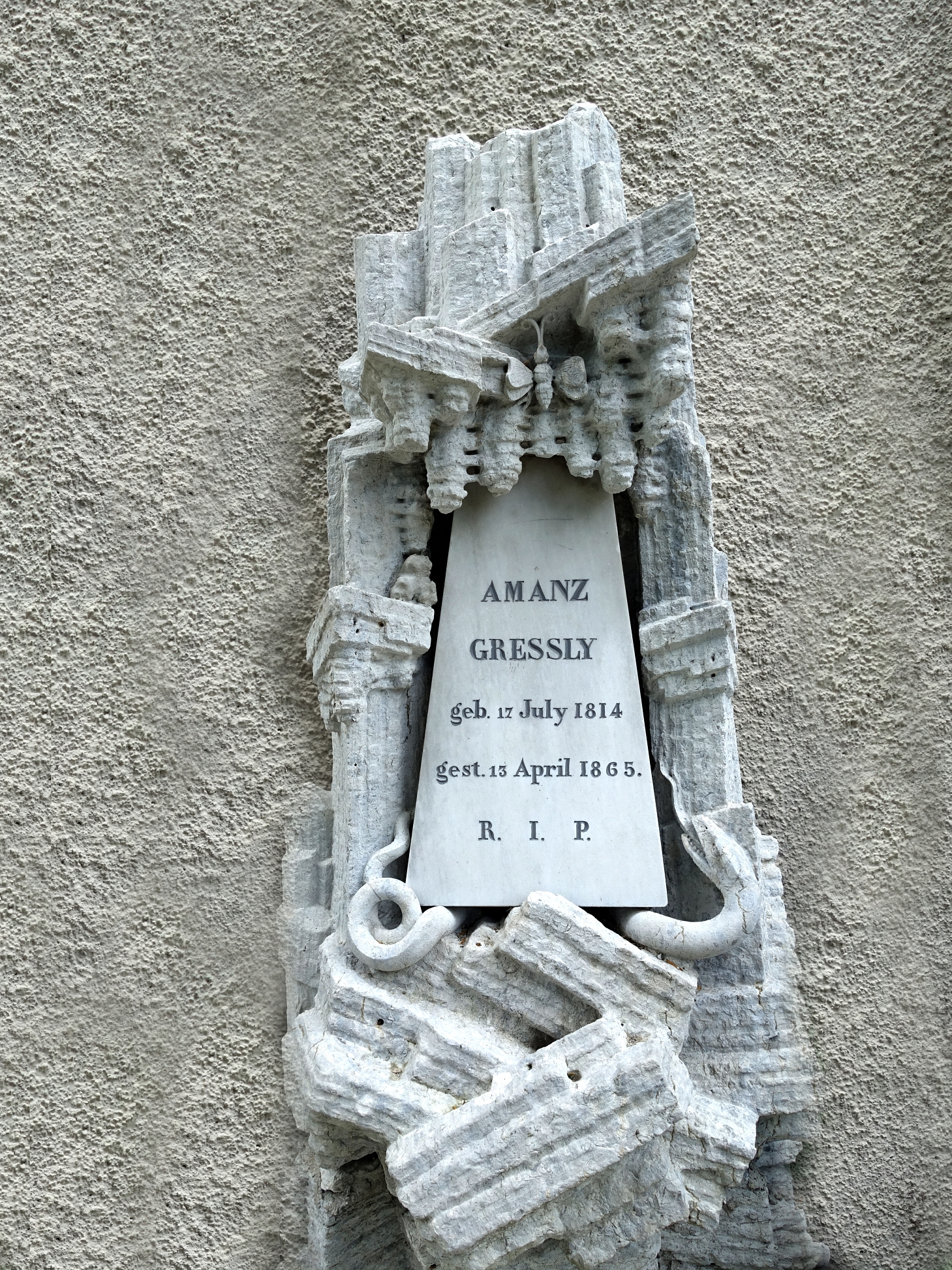
Grabstein. Feldbrunnen-St. Niklaus

“He was a child of the people, loved and known by all. Possessing vast knowledge and most profoundly acquainted with the structure of our mountains, yet was he simple and unostentatious. Gressly had no enemies, envy and jealousy had no place in his heart; he was, as it were, an echo of another age. No one was more popular than he in the Jura; from the Perthe-du-Rhône to the Rhine there was not a village in which he did not count friends, and where his arrival was not saluted with acclamations.”

Alfred Hartmann lässt in seiner Gallerie berühmter Schweizer der Neuzeit (1868) einen Freund Gresslys folgendes nach der Natur gezeichnete und wohlgetroffene Portrait des äusserlich so unkultivierten Gelehrten entwerfen:

„Ein Mann von mittlerer Statur mit struppig verwildertem Barte; der graue geknickte Filzhut ist nachlässig auf die krausen Haare gedrückt. Unterhalb der steilanstrebenden Stirne blicken unter schiefgelegten buschigen Augenbrauen zwei scharfbeobachtende Augen durch die Brille hervor; und das häufig um die Mundwinkel spielende freundliche Lächeln verräth eine harmlose kindliche Gutmüthigkeit. Die etwas nach vorn gebückte Haltung des Körpers und der schwerfällige Schritt sind die Kennzeichen eines Mannes der bessern Bescheid weiss auf den rauhen mühsamen Pfaden des Gebirges als auf dem glatten Parketboden der vornehmen Salons… Aus der weiten Tasche des grauen, stets ungebürsteten, häufig zerrissenen Rockes schaut das Emblem seiner Wissenschaft, der Geologenhammer… Zur Vervollständigung des Bildes gehören noch ein paar schwielige Hände, die nur selten mit Wasser und Seife in Berührung kamen, ein paar schwere, nägelbeschlagene Bergschuhe und die brennende Cigarre im Mund.“

## Postume Ehrungen
Dem durch seine ausgedehnten Forschungsreisen in der ganzen Juraregion bekannten und durch seine originelle Art beliebten Geologen wurden, teilweise schon kurz nach seinem Tod, verschiedene Denkmäler gesetzt:
- In der Verenaschlucht bei Solothurn befindet sich ein von der Töpfergesellschaft, einer solothurnischen Vortragsvereinigung, gestifteter Gedenkstein.
- Beim Schulhaus seines Geburtsorts Bärschwil wurde ein von dem Tessiner Bildhauer Remo Rossi geschaffenes Denkmal aufgestellt.
- Eine Gedenktafel ist an der Aussenwand des Museums von Laufen BL angebracht.
- Amanz-Gressly-Strasse in Solothurn.
- Die Schweizerische Paläontologische Gesellschaft verleiht seit 2004 eine Amanz-Gressly-Auszeichnung für besondere Verdienste in der Paläontologie.

## Werke
- Observations géologiques sur le Jura Soleurois. Bde. 1–3. (= Neue Denkschriften der allg. schweizerischen Gesellschaft für die gesammten Naturwissenschaften. Bde. 2, 4, 5). Imprimerie de Petitpierre, Neuchâtel 1838–1841.
- Amanz Gressly's Briefe. (= Lettres d'Amand Gressly, le géologue jurassien (1814–1865) / rassemblées et annotées par le Dr. Louis Rollier.) Imprimerie du „Petit Jurassien“, Moutier 1911.